# Carl Ferdinand Cori
Carl Ferdinand Cori (Praga, 5 de diciembre de 1896 - Cambridge (Massachusetts), 20 de octubre de 1984) fue un médico estadounidense de origen checo. Tras enseñar en la Universidad de Graz (1920-21) marchó a Estados Unidos, donde ocupó algunas cátedras antes de pasar a dirigir el laboratorio de biología de la Universidad de Harvard.
Premio Nobel de Fisiología o Medicina en 1947, junto con su esposa Gerty Cori y el médico argentino Bernardo Houssay, por sus trabajos sobre el metabolismo de los hidratos de carbono. Carl Ferdinand junto con Gerty Cori constituyen el tercer matrimonio a lo largo de la historia, en el que ambos cónyuges consiguen obtener el premio Nobel, en su caso, el de Medicina, en 1947.